# 알렉산드르 소콜로프 (배구 선수)
알렉산드르 세르게예비치 소콜로프(러시아어: Алекса́ндр Серге́евич Соколо́в, 1982년 3월 1일~)는 러시아의 전직 배구 선수이다. 포지션은 리베로로 현역 시절에 러시아 배구 슈퍼리그에서 활동했다.
러시아 대표팀의 일원으로 활동했으며 2012년 하계 올림픽에서 금메달을 획득했다.